# Notascea obliquaria
Notascea obliquaria là một loài bướm đêm thuộc họ Notodontidae. Nó được tìm thấy ở Paraguay. 

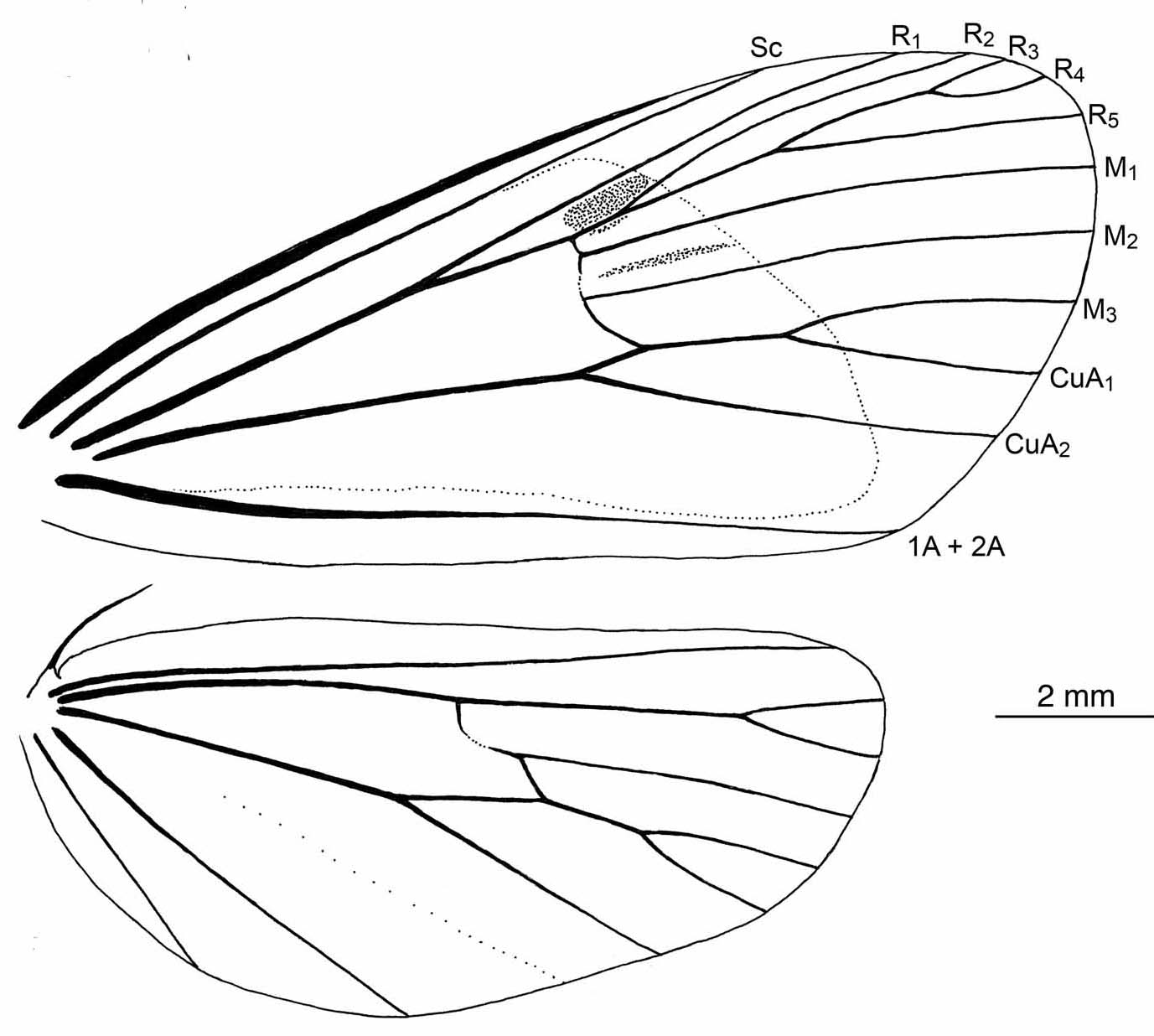
Wing venation